# Valdecaballeros (kommunhuvudort)
Valdecaballeros är en kommunhuvudort i Spanien.   Den ligger i provinsen Provincia de Badajoz och regionen Extremadura, i den centrala delen av landet, 180 km sydväst om huvudstaden Madrid. Valdecaballeros ligger 406 meter över havet och antalet invånare är 1 251.
Terrängen runt Valdecaballeros är platt norrut, men söderut är den kuperad. Runt Valdecaballeros är det glesbefolkat, med 10 invånare per kvadratkilometer. Närmaste större samhälle är Herrera del Duque, 14,6 km sydost om Valdecaballeros. 